# سارفانجويت
سارفانجويت (بالجرينلاندية: Sarfannguit)، هي قرية تابعة لبلدية كيكاتا غرب وسط جرينلاند التابعة لمملكة الدنمارك. بلغ عدد سكانها 126 نسمة بحسب إحصاءات عام 2010. تأسست القرية سنة 1843.

## اقتصاد
في سارفانجويت؛ بُنيت أول توربينات رياح في جرينلاند سنة 2010. والتوربينات بارتفاع 10 متر (33 قدم)، وتوفير 6,000 لتر من البنزين المستعمل في القرية.

## النقل والمواصلات

### نقل جوي
أقرب مطار للقرية هو مطار سيسيميوت، ومن خلاله يمكن الوصول إلى إيلوليسات وكانجرلوسواك ومانيتسوك ونوك، وذلك تحت إدارة شركة طيران جرينلاند. خدمة المروحيات غير متواجدة في القرية.

## السكان
بلغ عدد سكان سارفانجويت 235 نسمة عام 2010، فقد زاد عدد سكانها 10 أشخاص ما بين عاميّ 1991 و2010.